# Blanca Pinedo Texidor
Blanca María Pinedo Texidor es una política i activista antiavortament espanyola. Viceconsellera de Presidència del Govern de la Comunitat de Madrid entre 2018 i 2019, es regidora de l'Ajuntament de Madrid des de 2019.
Filla de Fernando Pinedo y de Noriega i de Blanca Texidor y Nachón.
Es va llicenciar en dret per la Universitat Complutense de Madrid i en administració i gestió d'empreses per la European Business School de Madrid. Assessora des de 2012 d'Ángel Garrido, el 2016 va entrar com alt càrrec al govern regional de la Comunitat de Madrid, nomenada directora general de Relacions amb l'Assemblea de Madrid, en substitució de Cristina Álvarez. Activista antiavortament, el 2014 es va convertir en heroïna de l'associació ultracatòlica Hazte Oír, després de parir a un nen amb 24 setmanes de gestació (que tot i això va acabar morint). Després de l'investidura com a president del govern regional d'Ángel Garrido el maig de 2018, Pinedo va ser nomenada viceconsellera de Presidència. Inclosa com a candidata al número 13 de la llista del Partit Popular per a les eleccions municipals de 2019 a Madrid encapçalada per José Luis Martínez-Almeida, va ser elegida regidora per a la corporació 2019-2023. Després de l'investidura com a alcalde de Martínez-Almeida, Pinedo va ser nomenada regidora-presidenta del districte de Tetuán.